# John Buckley (judoka)
John Buckley (ur. 30 lipca 1942) – australijski judoka.
Uczestnik mistrzostw świata w 1967. Złoty medalista mistrzostw Oceanii w 1966. Mistrz Australii w 1966, 1967 i 1968 roku. Trener judo i działacz sportowy.